# Махатма Ганди
Мохандас Карамчад Ганди (деванагари: मोहनदास करमचन्द गांधी, енгл. Mohandas Karamchand Gandhi; Порбандар, 2. октобар 1869 — Њу Делхи, 30. јануар 1948), познат као Махатма Ганди, био је један од оснивача савремене индијске државе и утицајан поборник сатјаграхе (ненасилног протеста) на путу ка остварењу револуције.
Рабиндранат Тагор га је прво назвао само махатма, што на санскриту значи „велика душа”.
Помогао је остварењу индијске независности од британске власти, инспиришући остале људе под колонијалном влашћу да раде на сопственој независности и потпуно одбаце Британску империју и замене је Комонвелтом. Гандијев принцип сатјаграхе инспирисао је генерације демократских и антирасистичких активиста, укључујући и Мартина Лутера Кинга и Нелсона Манделу. Ганди је често говорио да су његове вредности једноставне, преузете из традиционалних хиндуистичких веровања: истина (сатја) и ненасиље (ахимса).

## Принципи
На Гандијеву филозофију и његову идеју сатје и ахимсе утицали су Багавад Гита и хиндуистичка веровања, као и пракса религије ђаинизма. На Гандија је снажно утицао и Хенри Дејвид Торо, са својим идејама о грађанској непослушности и неплаћању пореза, изнетих у есеју „Отпор цивилној влади“. Налазећи сличности између робовласничке Америке 19. века и Јужне Африке, Ганди, 1907. године, објављује овај есеј под називом „Грађанска непослушност“. Такође, на Гандија су утицај имали и ненасилни слободарски и просветитељски принципи Лава Николајевича Толстоја, са којим је имао преписку док је био на студијама у Јужној Африци. Концепт ненасиља (ахимса) постоји дуго у индијској религијској мисли и доживео је многа оживљавања са хиндуистичким, будистичким и ђаинистичким контекстом. Ганди објашњава своју филозофију и начин живота у својој аутобиографији Прича о мојим експериментима са истином.
Ганди је прекинуо са сексуалним односима са 36 година и отишао у потпуни целибат иако је још увек био венчан. Дубок утицај на тај Гандијев пут имала је хиндуистичка идеја брамачарје, односно духовног и практичког чистунства које је у великој мери повезано са целибатом.
Ганди је проводио један дан недељно у тишини. Није говорио и веровао је да му то доноси унутрашњи мир. То је проистекло од хиндуистичког разумевања моћи моуне и шанте. Тих дана је комуницирао са другима пишући на папиру.
После повратка у Индију из успешне адвокатске каријере у Јужној Африци, одбацио је своје одело које означава богатство и успех. Његова је идеја била да узме одело захваљујући чему ће га прихватити и најсиромашнија особа у Индији. Залагао се за коришћење ручно направљене одеће (кади). Ганди и његови следбеници сами су себи правили одећу. То је била претња британском естаблишменту — док су индијски радници често били незапослени, они су куповали своју одећу од страних енглеских индустријских мануфактура — ако Индијци сами праве своју одећу, то би учинило британску индустрију бескорисном.
Ганди је био против уобичајеног образовања имајући став да деца најбоље уче од родитеља и друштва. Док је био у Јужној Африци, Ганди је са истомишљеницима направио групу учитеља који су ову идеју спроводили у праксу учећи децу ван уобичајеног система образовања.

## Биографија
Индијски вођа нације који се изборио за независност Индије путем ненасилне револуције, Ганди, знан и као Махатма Ганди, рођен је у хиндуској породици у месту Порбандар у данашњој држави Гујарат дана 2. новембра 1869. године. Студирао је право на универзитету у Лондону. Након што је 1891. године завршио студије права (1889—1891) Ганди се вратио у Индију и покушао да ради у струци, али у томе није имао успеха. Две године касније индијско предузеће које је имало пословне односе с Јужном Африком запослила га је као свог правног саветника у уреду у Дурбану.
Када је дошао у Дурбан Ганди је открио да га тамо сматрају припадником ниже расе. Истовремено је био запањен непоштовањем грађанских и политичких слобода индијских имиграната у Јужној Африци. То га је подстакло да се придружи борби за признавање основних људских права за Индијце. Ганди је остао у Јужној Африци 20 година, често проводећи време у затвору. Године 1896. напали су га и претукли Јужноафриканци. Од тада се залаже за политику пасивног отпора и некооперације с јужноафричким властима. Делом му је за такву врсту политике узор био руски писац Лав Толстој, који је на Гандија имао значајан утицај.
Узор је такође пронашао и у делима америчког писца из 19. века Хенрија Дејвида Тора. Посебно у делима у којима он пише о Христовима учењима, као што је дело Грађански непослух. Ганди је сматрао како су изрази пасивни отпор и грађанска непослушност неадекватни за његове сврхе те је он пронашао други израз — Сатјаграха. За време Бурскога рата Ганди је организовао санитетску јединицу унутар британске војске и заповедао истом. Након рата вратио се борби за права Индијаца. Године 1910. основао је Ганди фарму, близу Јоханезбурга, кооперацијску колонију за Индијце. Четири године касније (1914) јужноафричка влада учинила је битне уступке Гандијевим захтевима, као нпр. признавање индијских бракова. Када је завршио своје деловање у Јужној Африци вратио се у Индију. По повратку у домовину активирао се у индијској политици 1919. године и претворио пређашњи неделотворни Индијски национални конгрес у моћну масовну организацију те постао вођа борбе за самосталну Индију.
Када су 1919. године у парламенту изгласани тзв. Роулатов закон који су давали индијским колонијалним властима законска овлашћења да оружано делује против тзв. револуционарних активности, Сатјаграха се проширила Индијом привлачећи милионе следбеника. Демонстрације против Роулатовог закона резултирале су масакром Британских војника над Индијцима код Амритсара. Године 1920. када британска влада није успела да поправи ситуацију, Ганди је прокламовао политику некооперативности.
То је имало за последицу да су Индијци који су радили у јавним установама поднели оставке, државне институције као нпр. судови били су бојкотирани, а Индијска деца нису похађала владине школе. У целој Индији улице су биле блокиране Индијцима који су седили на њима, а када су се одбили устати полиција их је тукла. Ганди је био ухапшен, али је ускоро због притиска јавности био пуштен. У оквиру борбе за економску независност Индије, укључујући бојкот британске робе, Ганди је осмислио сварај (санскритски: самовладавина) покрет. Економски аспекти покрета били су веома важни јер је искориштавање индијских сељака од стране британских индустријалаца доводило до сиромашења села и деструкције кућног занатства. Ганди се стога залагао за оживљавање заната обраде вуне те је стога изабрао точак на којем се обрађује вуна како би јасније указао на потребу враћања вредностима сеоског живота и оживљавању традиционалних индијских заната. Ускоро је Ганди постао симбол борбе за слободну Индију широм света.
Живео је спиритуалним и аскетским животом проповедника често проводећи време у медитацији. Односи у његовом браку између њега и његове супруге, према његовим властитим речима, били су попут односа брата и сестре. Одбијајући било какво поседовање материјалних добара одевао се у традиционалну одећу најсиромашнијих Индијаца и хранио се само поврћем, воћним соковима и млеком. Индијци су га прогласили свецем и почели га називати Махатма (на санскритском: велика душа), називом који је намењен само за највеће мудраце. Гандијево залагање за ненасиље, знано још и као ахимса (на санскритском: неповређивање), било је израз животног пута које проповеда хиндуизам.
Ганди је сматрао како ће ненасилним методама показати Британцима како је употреба насиља бескорисна те да ће они након тога напустити Индију. Гандијев политички и духовни утицај на Индију с временом је постао толико велик да се британске власти нису усудиле да према њему подузму било какве противмере. Године 1921. Индијски национални конгрес, група која је ширила покрет Индијом, дала је Гандију потпуну извршну власт, укључујући чак и право да именује свог насљедника. Међутим, индијско становништво није у потпуности следило Гандијеву политику ненасиља те је дошло до серије оружаних револта против британских власти доводећи до тога да је Ганди признао како је његова политика доживјела крах. Године 1922. британске власти су га привеле и утамничиле.
Након што је 1924. године пуштен из затвора Ганди се повукао из активне политике и посветио се пропагирању општег јединства. Међутим опет је био увучен у борбу за независност Индије. Године 1930. Махатма је прогласио нови талас грађанске непослушности позивајући Индијце да не плаћају порез. Непослух је почео маршом ка мору у којем су хиљаде Индијаца пратиле Гандија од места Ахмадабад до Арапског мора, где су правили со из морске воде. Ганди је поново ухапшен, али је пуштен већ 1931. године након што је пристао зауставити талас непослушности кад су Британци учинили неке уступке његовим захтевима. Исте године Ганди је представљао Индијски национални конгрес на конференцији у Лондону. Године 1932. Ганди је започео нови талас грађанске непослушности против Британаца. Био је хапшен два пута када је прибегао штрајку глађу што је била веома успешна метода борбе против Британаца.
Наиме, ако Ганди умре постојала је могућност да дође до револуције и изван Индије. Иако је и сам био припадник трговачке касте, Ганди се посветио и укидању неправедних социјалних и економских аспеката кастинског система. Године 1934. Ганди је формално напустио политику, а на месту вође Индијског националног конгреса замијенио га је Џавахарлал Нехру. Ганди се посветио путовању по Индији, али се 1939. године поново вратио активном политичком животу јер су темељи индијске федерације били уздрмани. Први потез који је учинио поновним изласком на политичку сцену био је да још једним постом тј. штрајком глађу присили владара државе Рајкота да модификује свој аутократски начин владавине. Јавни немири постали су толико јаки да су колонијалне власти морале интервенирати и присилити владара Рајкота да попусти Гандијевим захтевима. Махатма је поново постао најзначајнија политичка фигура Индије.
Након што је избио Други светски рат Конгресна странка и Ганди нису се жељели уплитати у конфликт све док Британци не удовоље њиховом захтеву за моменталну независност Индије. То су Британци дакако одбили нудећи неке друге компромисе што су опет Индијци одбили. И након уласка Јапана у рат и ширења рата на азијском континент Ганди је и даље одбијао да Индију уведе у рат. Коначно 1942. године Индијци су пристали да уђу у ратни сукоб на страни Британаца.
Године 1944. индијска борба за независност дошла је у своју завршну фазу, британска влада пристала је на независност Индије под условом да две супротстављене националистичке групе: Муслиманска лига и Конгресна странка, реше своје разлике. Ганди се оштро супротставио подели Индије на две државе (што је захтевала Муслиманска лига), али је на крају ипак морао пристати надајући се да ће мир између две верске групе бити постигнут након што муслимани задовоље своје сепаратистичке тежње. Индија и Пакистан постале су засебне државе када су Британци признали Индији њену независност 1947. године. Дана 30. јануарa, док је био на путу ка месту гдје је вршио вечерњу молитву, напао га је и усмртио Натхурам Годсе, хинду фанатик. Гандијева смрт је широм света доживљена као катастрофа.

### Религија
Ганди је рођен као хиндус и практиковао је хиндуизам целог живота. Веровао је у једнакост свих религија и због тога је одбијао све покушаје да га преобрате на другу веру. Био је и теолог и често је читао текстове о највећим религијама. О хиндуизму је рекао следеће: "Хиндуизам каквог га знам потпуно задовољава моју душу, испуња цело моје биће." Када би био тужан или забринут, говорио је, узео би Багавад Гиту и нашао редове који би га смирили и унели му спокој у душу.
Ганди је такође вјеровао да је темељ свих религија истина и љубав (ненасиље и златно правило), те је доводио у питање оно што би видео као хипокризу или догму у свим религијама, укључујући своју властиту, те се залагао за социјалну реформу религија. Друге Гандијеве изјаве у вези религије укључују:
(...) Што је значила изрека да су Веде инспирисана Божја Реч? Ако су биле инспирисане, зашто онда то нису били и Библија и Куран? Моји хришћански пријатељи покушавали су ме преобратити, као и исламски. Абдула Сет увек ме је покушавао навести да учим о исламу и наравно увек је имао нешто рећи о лепоти ислама.
- Гандијева аутобиографија
Када изгубимо морал, престајемо бити религиозни. (...) Нико не може бити лажљив или окрутан (...) и истовремено тврдити да је Бог на његовој страни.
Мухамедове изреке су благо мудрости, и то не само за муслимане већ и за читав свет.
Волим вашег Христа, не волим ваше хришћане. Ваши су хришћани тако различити од вашег Христа.
Бог је без религије.
Касније у животу, на питање је ли хиндус, одговорио је: "Да, јесам. Такође сам и хришћанин, муслиман, будист и Јевреј."
Критичари Гандију приписују да је током периода боравка у Африци (1893-1914) имао црте расизма према афричком народу.

### Вегетаријанство
Као дете Ганди је експериментисао с конзумирањем меса, што је било делом због његове знатижеље, а делом због утицаја пријатеља Шеика Мехтабе. Идеја вегетаријанства дубоко је укорењена у хиндуистичкој и џаинистичкој традицији у Индији, и у његовом родном Гујарату већина хиндуса су вегетаријанци као и скоро сви џаинисти. Гандијева породица није била изузетак. Пре него што је отишао да студира у Лондону обећао је својој мајци Путлибаи и свом ујаку Бехарји Свамију, да ће се уздржавати од конзумације алкохола, меса и од промискуитета. Одржао је то обећање и кад је одрастао постао је строги вегетаријанац. Написао је књигу Морал база вегетаријанизма и неколико чланака о вегетаријанизму, од којих су неки издати у публикацији Лондонског вегетаријанског друштва, The Vegetarian.

## Одраз на уметност
Најпознатије уметничко дело о Гандијевом животу је филм Ганди, који је режирао Ричард Атенборо, са Беном Кингслијем у улози Гандија (занимљиво, и сам са гуџаратским коренима). Други филм који описује Гандијеву 21. годину живота у Јужној Африци је Стварање Махатме, у режији Шјама Бенегала и са Раџiтом Капуром у улози Гандија.
У САД постоје статуе Гандија поред Зграде Фери у Сан Франциску, у парку Трг савеза у Њујорку и близу Индијске амбасаде у Округу Дупонт у близини Вашингтона.
На новобеоградском Савском кеју на крају Гандијеве улице, 2007. године откривена је биста Махатме Гандија, поклон Индијског савета за културну сарадњу из Њу Делхија.